# Mojmir Sepe

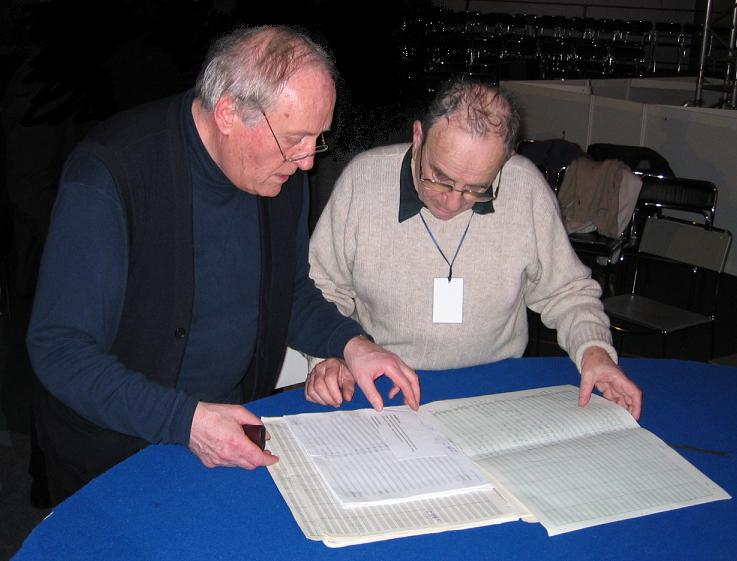
Mojmir Sepe (links) mit dem Fernsehregisseur Dušan Hren

Mojmir Sepe (* 11. Juli 1930 in Črna na Koroškem, Königreich Jugoslawien; † 24. Dezember 2020 in Ljubljana, Slowenien) war ein jugoslawischer Komponist und Dirigent, der sich in frühen Jahren auch als Jazztrompeter betätigte.

## Leben
Sepe studierte an der Musikakademie Ljubljana Klavier und Trompete. Mit seinem vom Bebop und Cool Jazz beeinflussten Septett Ansambel Mojmir Sepe, mit dem er zwei 25-cm-LPs vorlegte, trat er 1960–62 auf dem Jugoslawischen Jazz Festival in Bled auf. Des Weiteren spielte er im Orchester von Radio Ljubljana, mit dem er 1968–70 auf dem Internationalen Jazz Festival Ljubljana gastierte. Bekannt wurde er als Komponist der Lieder Brez besed, gesungen von Berta Ambrož, und Pridi, dala ti bom cvet, gesungen von Eva Sršen, den Beiträgen Jugoslawiens beim Eurovision Song Contest 1966 bzw. 1970.
Sepe war mit der Sängerin Majda Sepe (1937–2006) verheiratet.